# Světový pohár v biatlonu 2021/2022 – Holmenkollen
Závěrečný 10. podnik Světového poháru v biatlonu v sezóně 2021/2022 probíhal od 14. do 20. března 2022  na biatlonovém stadionu Holmenkollen v norském Oslu. Na programu byly mužské a ženské závody ve sprintech, stíhací závody a závody s hromadným startem.
Závody světového poháru se v Holmenkollenu konaly obvykle každý rok, ale v roce 2020 byly z důvodu začínající světové pandemie covidu-19 zrušeny a v roce 2021 přesunuty do Östersundu. Poslední předchozí soutěže zde tedy proběhly v březnu 2019.

## Program závodů
Oficiální program:
| Datum      | Disciplína                       | Začátek (SEČ) | Počet závodníků |
| ---------- | -------------------------------- | ------------- | --------------- |
| 18. března | Sprint (ženy)                    | 13:15         | 78              |
| 18. března | Sprint (muži)                    | 15:50         | 87              |
| 19. března | Stíhací závod (ženy)             | 12:50         | 58              |
| 19. března | Stíhací závod (muži)             | 15:00         | 54              |
| 20. března | Závod s hromadným startem (ženy) | 12:50         | 30              |
| 20. března | Závod s hromadným startem (muži) | 15:00         | 30              |

Závod ve sprintu žen se měl původně konat ve čtvrtek 17. března, ale kvůli nepříznivé předpovědi počasí (mlha a silné sněžení) byl přeložen na pátek.

## Průběh závodů

### Sprinty
Při závodech se měnil vítr, a proto závodnice musely často měnit zaměřování střelby. Jako první startovala Rakušanka Lisa Hauserová, která střílela čistě. Za ní jedoucí Norka Marte Olsbuová Røiselandová udělala jednu chybu při střelbě vstoje, ale běžela rychleji. V posledním kole zrychlovala, přesto dojela dvě vteřiny za Hauserovou. Pak startovala další Norka Tiril Eckhoffová, která vstoje také nezasáhla jeden terč. V každém kole však dosáhla nejrychlejšího běžeckého času. V cíli byla sedm vteřin před Rakušankou a nakonec zvítězila, čímž zaznamenala své osmadvacáté individuální vítězství. Třetí místo Røiselandové v kombinaci s až sedmnáctou pozicí Elviry Öbergové zajistily Norce malý křišťálový glóbus v hodnocení sprintu a zvýšení náskoku v celkovém hodnocení, kde již Švédce zbývala pouze teoretická naděje na úspěch.

Markéta Davidová zastřílela poprvé v této sezóně obě položky ve sprintu čistě a do posledního kola vyjížděla na třetím místě. Běžela však pomaleji než Røiselandová, a proto se v cíli zařadila až za ní. Přesto je její čtvrté místo nejlepším výsledkem ve sprintu za poslední dva roky. „Zdejší tratě sice profilově nejsou těžké, ale v těchhle podmínkách ano,“ komentovala pak rozbředlý sníh. Dařilo se i Jessice Jislové, která také neudělala ani jednu střeleckou chybu, ale běžela o půl minuty pomaleji než Davidová a dojela šestá. Tereza Voborníková chybovala při střelbě vstoje jednou a dokončila závod na 31. místě. Tyto tři vysoce bodované pozice zajistili českému ženskému týmu posun na konečné páté místo v hodnocení národů, které zaručuje možnost nominace až šesti závodnic v příštím ročníku světového poháru. Do sobotního stíhacího závodu postoupila ještě z 59. pozice Lucie Charvátová s pěti nesestřelenými terči. Pro Evu Puskarčíkovou šlo o poslední závod ve světovém poháru v její kariéře. Na střelnici udělala tři chyby a dojela na 65. místě.
V závodě mužů se v cíli dostal brzy na první místo Němec Benedikt Doll, kterého brzy předjel rychleji běžící Švéd Sebastian Samuelsson. Ještě rychleji jel Nor Sturla Holm Laegreid, který byl na všech mezičasech první a tak taky dojel do cíle, téměř půl minuty před Švédem. Všichni tři stříleli bezchybně stejně jako vedoucí závodník světového poháru Quentin Fillon Maillet, který však jel zpočátku pomaleji a po první střelbě byl na 10. místě průběžného pořadí. V dalších kolech ale zrychlil a dokázal předjet i Samuelssona, ale byl celkově o více než 20 vteřin pomalejší než Laegreid a skončil tak na druhém místě.

Z českých reprezentantů běžel nejrychleji Adam Václavík, který však udělal na obou střelbách po jedné chybě a dojel na 21. místě. Naopak o trochu hůře běžel, ale bezchybně střílel Jakub Štvrtecký, který skončil o tři pozice před ním. Pro oba to byl druhý nejlepší výsledek v kariéře. Michal Krčmář se dvěma střeleckými chybami skončil 33. a body získal ještě Mikuláš Karlík 39. místem. Junior Jonáš Mareček dojel na 72. pozici a jako jediný z českých biatlonistů se nekvalifikoval do stíhacího závodu.

### Stíhací závody
V závodě žen si Norka Tiril Eckhoffová udržovala první dvě kola náskok ze startu. Za ní se brzy probojovala její krajanka Marte Olsbuová Røiselandová, která ji po lepší druhé střelbě předjela. Eckhoffová naopak lépe zvládla poslední střelbu a vrátila se do čela závodu s náskokem deseti vteřin. Ten v posledním kole ještě navýšila a zvítězila. Røiselandová se přesto druhým místem zajistila velký křišťálová glóbus za celkové vítězství v tomto ročníku světového poháru i disciplíně. Na třetí místo se dostala Francouzka Anaïs Chevalierová-Bouchetová, která však při poslední střelbě udělala svou jedinou chybu a přejela jí bezchybně střílející Slovenka Paulína Fialková. V tomto pořadí dojely závodnice do cíle. Pro Fialkovou se jednalo o první stupně vítězů po třech letech, když předtím třetí dojela právě na Holmnekollenu v roce 2019.

Markéta Davidová udělala při prvních třech střelbách vždy po jedné chybě a z čtvrté pozice na startu klesla na sedmou. Naposledy zastřílela čistě, ale ztrátu sedmi vteřin už nedokázala dojet a na tomto místě taky skončila. Jessica Jislová udělala o jednu chybu méně a po průměrném běhu dojela na 12. pozici. Tereza Voborníková udělala jedinou chybu na třetí střelecké položce a posunula se z 31. pozice na startu na 24. místo v cíli. Lucie Charvátová byla po pěti chybách na prvních dvou střelbách předjeta a závod tak nedokončila.
V závodě mužů se vítěz sprintu Nor Sturla Holm Laegreid udržoval do poslední střelby v čele. Za něj se posunul Němec Erik Lesser. Na poslední střelecké položce však Lagreid dvakrát chyboval a jako první z ní odjížděl Lesser před dvojicí Laegreid a Quentin Fillon Maillet. Lesser si svůj náskok udržel a v posledním stíhacím závodě své kariéry zvítězil, celkově se radoval potřetí v kariéře. Ve stoupání pak Maillet předjel Laegraida a vybojoval druhé místo.

Z českých reprezentantů se dařilo Michalu Krčmářovi, který zasáhl všech 20 terčů a dojel na 18. místě, čímž si polepšil o 15 míst oproti startu. Další Češi si postavení pohoršili: Adam Václavík se čtyřmi chybami skončil na 24. místě, přesto tímto výsledkem postoupil do svého prvního závodu s hromadným startem v kariéře. Jakub Štvrtecký s pěti střeleckými omyly skončil na 31. pozici a sedm terčů nezasáhl Mikuláš Karlík, který dojel na 42. místě.

### Závody s hromadným startem
V závodě žen se často měnilo pořadí v čele. Po první střelbě získala menší náskok Norka Marte Olsbuová Røiselandová. Pak však nezasáhla jeden terč a v čele se střídala Švédka Linn Perssonová s Rakušankou Lisou Hauserovou. Po čtvrté střelbě se na první průběžnou pozici dostala francouzská olympijská vítězka z této disciplíny Justine Braisazová-Bouchetová, která svůj náskok zvyšovala a zvítězila. O malý křišťálový glóbus usilovala mimo jiné Švédka Elvira Öbergová, která při výhře Braisazové-Bouchetové potřebovala dojet na čtvrtém místě. V cílové rovince jí však předjela Perssonová, čímž vítězství v disciplíně připadlo také Braisazové-Bouchetové. O další místa bojovalo v posledním kole šest biatlonistek. Nejrychleji z nich jela Němka Franziska Preussová, za kterou o jednu vteřinu zaostala Røiselandová.

Obě české biatlonistky nezasáhly při první střelbě dva terče a pohybovaly se v druhé polovině startovního pole. Markéta Davidová pak střílela lépe (udělala celkem 3 chyby) a posunula se na 14. místo v cíli. Jessica Jislová chybovala celkem pětkrát a dojela na 26. pozici.
V závodě mužů se ve druhém a třetím kole udržoval s malým náskokem v čele Nor Sturla Holm Laegreid. Po třetí střelecké položce jej vystřídal Švéd Sebastian Samuelsson. Ten však při poslední střelbě vstoje zasáhl jen dva terče a vedení přebral Nor Sivert Guttorm Bakken, kterého se držel Laegreid. Většinu posledního kola jeli těsně za sebou a takto také vjížděli do cílové rovinky. Zde Bakken malý náskok udržel a o půl vteřiny zvítězil. Jednalo se o jeho vůbec první individuální vítězství ve světovém poháru, kterým si zároveň zajistil malý křišťálový glóbus za závody s hromadným startem v této sezóně. Laegreid se naopak druhým místem posunul na celkové druhé místo v hodnocení světového poháru, které mu zajistilo obhajobu vítězství v kategorii závodníků do 25 let. S odstupem deseti vteřin za norskou dvojící bojoval Němec Erik Lesser, pro kterého to byl poslední závod v kariéře, a Francouz Émilien Jacquelin. Ten se od Lessera v posledním stoupání odpoutal a získal třetí místo.

Michal Krčmář střílel zpočátku čistě, ale při první položce vstoje nezasáhl dva terče a klesl na 20. pozici. Naposledy zastřílel bezchybně,  zrychlil běh a dojel na 14. místě. Adam Václavík zlomil za začátku závodu hůlku a udělal na střelnici celkem pět chyb. S pomalejším během dojel 28., dvě místa od konce.

## Umístění na stupních vítězů

### Muži
| Disciplína                        | První místo           | Výkon             | Druhé místo            | Výkon             | Třetí místo          | Výkon             |
| Sprint (10 km)                    | Sturla Holm Laegreid  | 25:27,1 (0+0)     | Quentin Fillon Maillet | 25:49,5 (0+0)     | Sebastian Samuelsson | 25:53,6 (0+0)     |
| Stíhací závod (12,5 km)           | Erik Lesser           | 32:03,8 (0+0+0+0) | Quentin Fillon Maillet | 32:13,2 (0+1+0+0) | Sturla Holm Laegreid | 32:26,5 (0+1+0+2) |
| Závod s hromadným startem (15 km) | Sivert Guttorm Bakken | 38:31,2 (0+0+0+0) | Sturla Holm Laegreid   | 38:31,7 (0+0+1+1) | Émilien Jacquelin    | 38:44,6 (0+0+2+0) |

### Ženy
| Disciplína                          | První místo                   | Výkon             | Druhé místo         | Výkon             | Třetí místo        | Výkon             |
| Sprint (7,5 km)                     | Tiril Eckhoffová              | 21:28,3 (0+1)     | Lisa Hauserová      | 21:35,3 (0+0)     | Marte Røiselandová | 21:37,7 (0+1)     |
| Stíhací závod (10 km)               | Tiril Eckhoffová              | 29:55,7 (0+1+1+0) | Marte Røiselandová  | 30:20,6 (0+0+1+1) | Paulína Fialková   | 30:46,2 (0+0+0+0) |
| Závod s hromadným startem (12,5 km) | Justine Braisazová-Bouchetová | 35:20,8 (1+1+0+0) | Franziska Preussová | 35:28,6 (0+1+0+1) | Marte Røiselandová | 35:29,4 (0+1+0+1) |

## Pořadí zemí
| Pořadí | Země      | 1. místo | 2. místo | 3. místo | Celkově |
| ------ | --------- | -------- | -------- | -------- | ------- |
| 1.     | Norsko    | 4        | 2        | 3        | 9       |
| 2.     | Francie   | 1        | 2        | 1        | 4       |
| 3.     | Německo   | 1        | 1        | 0        | 2       |
| 4.     | Rakousko  | 0        | 1        | 0        | 1       |
| 5.     | Švédsko   | 0        | 0        | 1        | 1       |
| 5.     | Slovensko | 0        | 0        | 1        | 1       |
|        | Celkem    | 6        | 6        | 6        | 18      |